# Weber Henrik

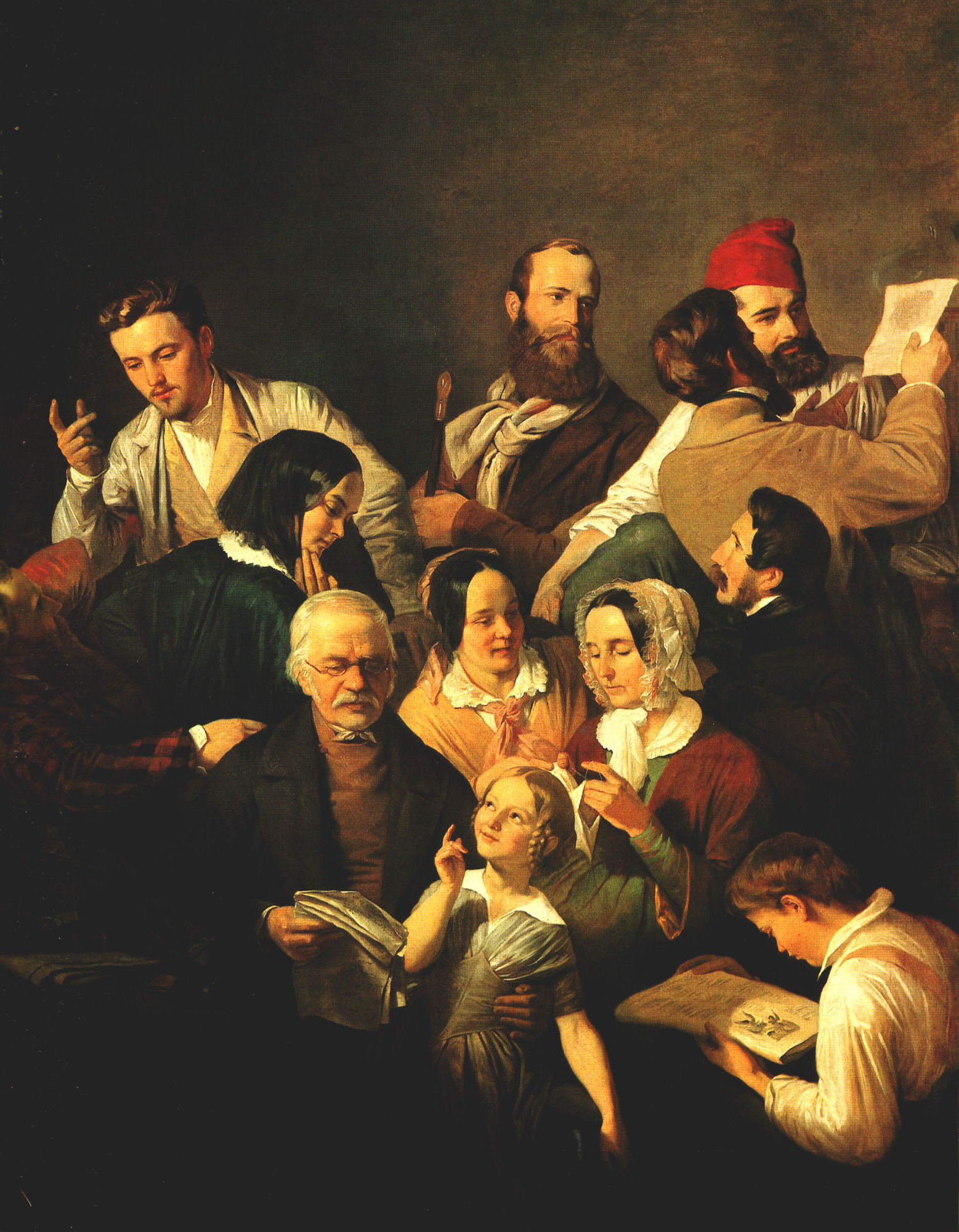
A Weber család (1846)

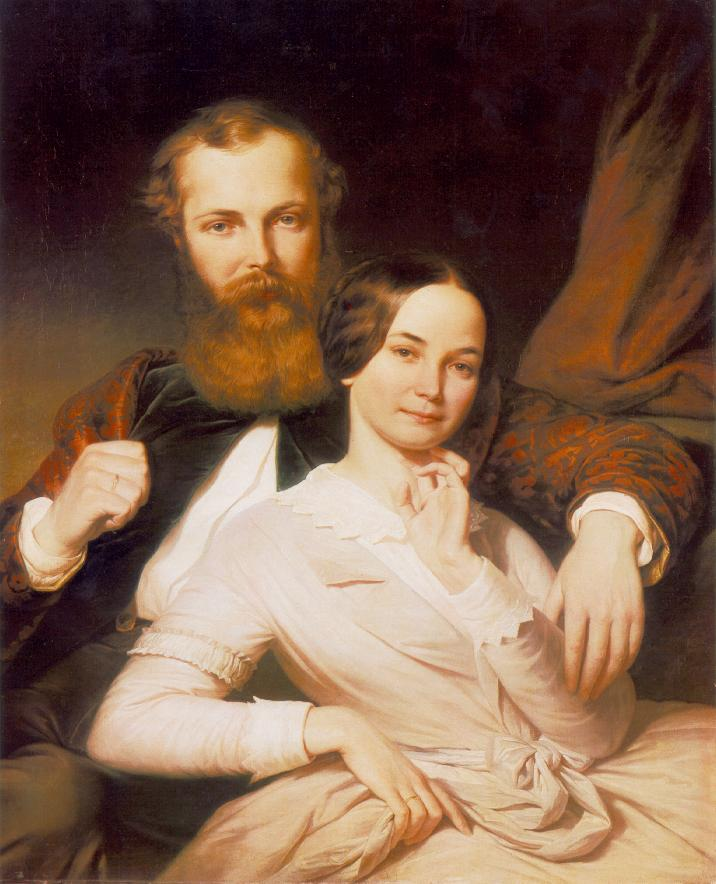
Mosonyi Mihály zeneszerző és felesége (1840-es évek)

Weber Henrik (Pest, 1818. május 24. – Pest, 1866. május 14.) magyar festőművész.

## Életpályája
Pesten T. Kaerling arcképfestő növendéke volt, majd 1835-től a bécsi képzőművészeti akadémia történelmi festészeti osztályán Johann Ender és Leopold Kupelwieser irányítása alatt folytatta tanulmányait. Bécsben tanításból és litografálásból élt. Az 1830-as évek végén életképekkel jelentkezett, majd 1840-ben a müncheni képzőművészeti akadémia növendéke lett, ahol 1842-ben szerzett diplomát. Hazatérése után számos történeti képet festett, ezek legtöbbjén Hunyadi-családdal kapcsolatos eseményt dolgoz fel. 1845–47-ben Itáliában járt, ahol számos népviseletbe öltözött nőalakot örökített meg. Számos kiváló portrét festett. Biedermeier festészetünk jelentős alakja. Az 1860-as években az Ország tükre című folyóirat számára magyar történelmi eseményeket bemutató litográfiákat készített.

## Főbb alkotásai
- Hung-Art.hu
- A menyasszony öltöztetése (1840-es évek)
- Virágvasárnap (1840-es évek)
- Nő olasz népviseletben (1840-es évek)
- Mosonyi Mihály zeneszerző és felesége portréja (1840-es évek)
- Nápolyi nő (1840-es évek)
- Hungária (1840-es évek)
- Pesti polgár (1840-es évek)
- A gyermekszoba (1840)
- Hunyadi János halála (1844)
- Mátyás király és a szép juhászné (1845)
- Mátyás bevonulása Budára (1846)
- A Weber család (1846)
- Salamon király a börtönben (1847)
- Romantikus jelenet (1851)
- Dávid János magyar huszár bravúrja (1853)
- Magyarországi népviseletek (1855, színes kőrajz)

## Galéria

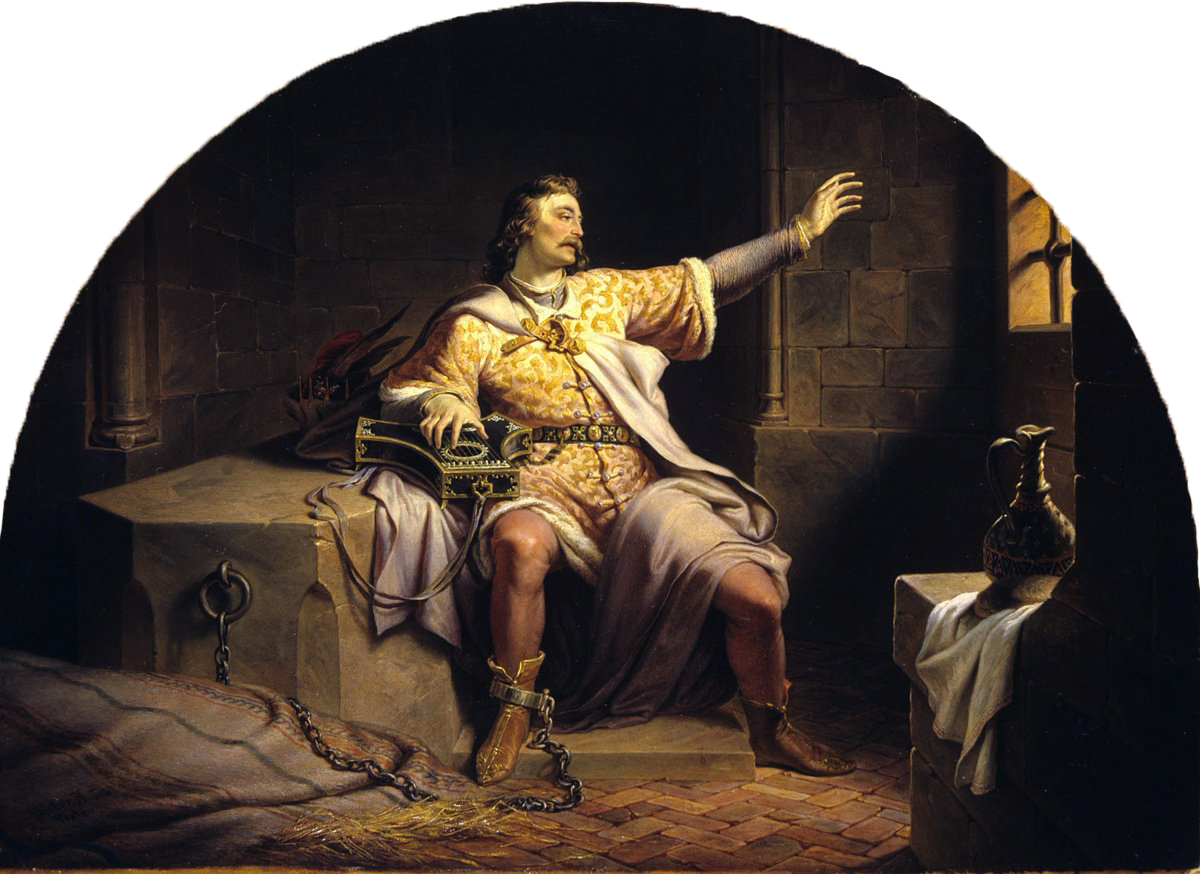
Salamon király a börtönben
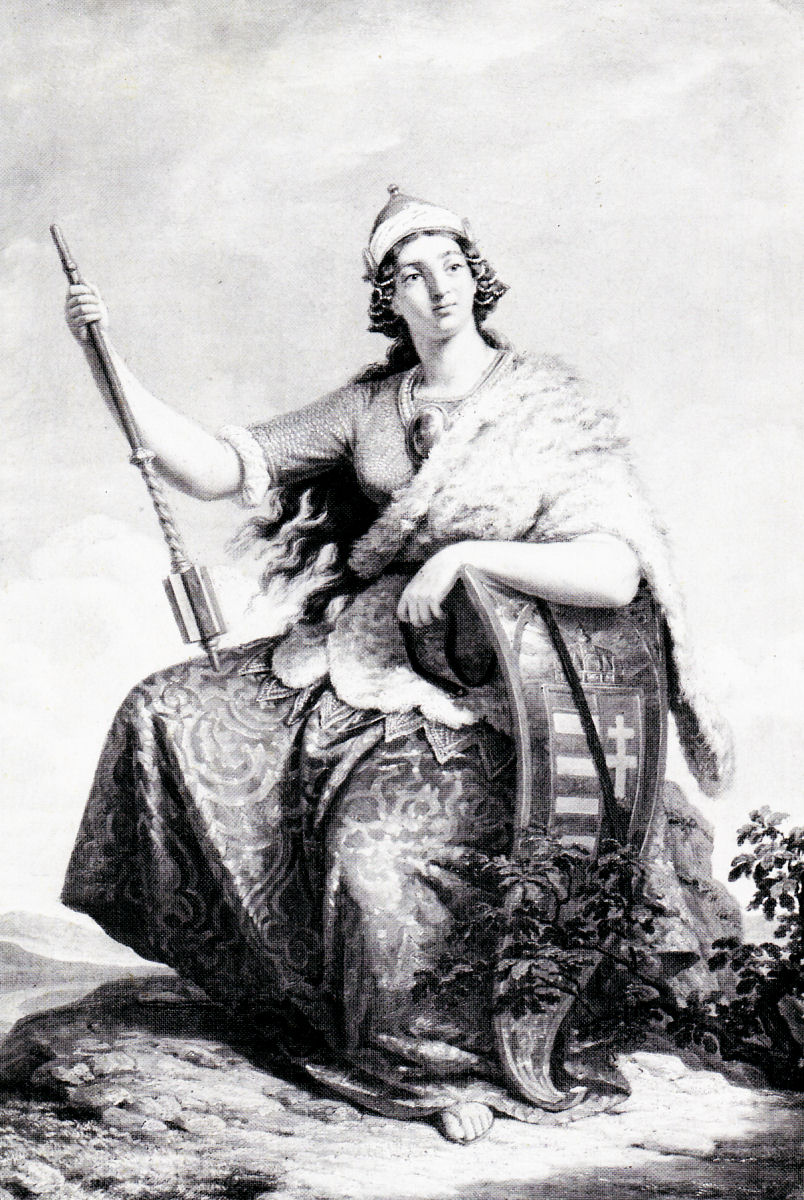
Hungária (1840-es évek)
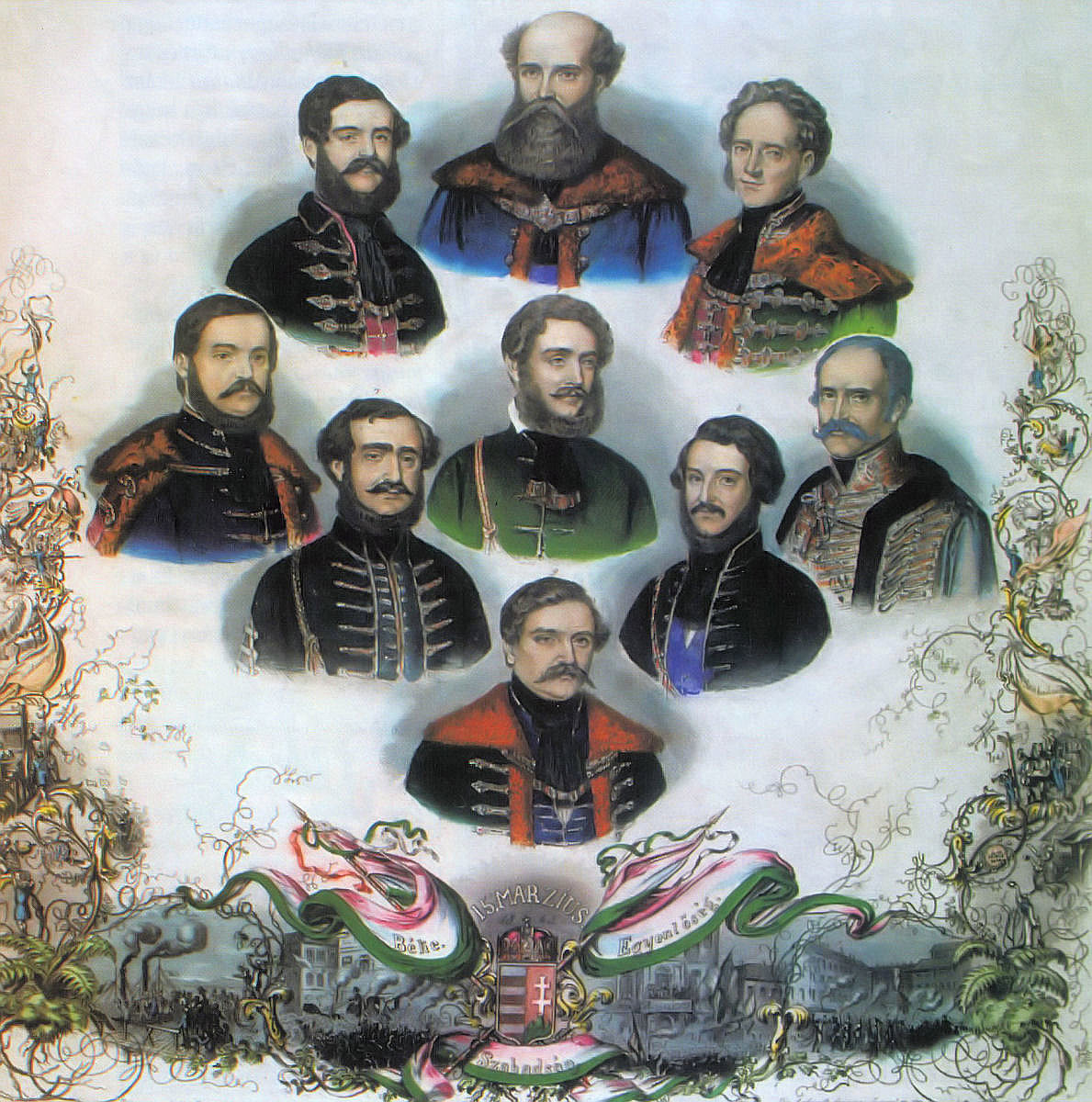
Batthyány-kormány (Weber Henrik rajzai nyomán metszette Tyroler)
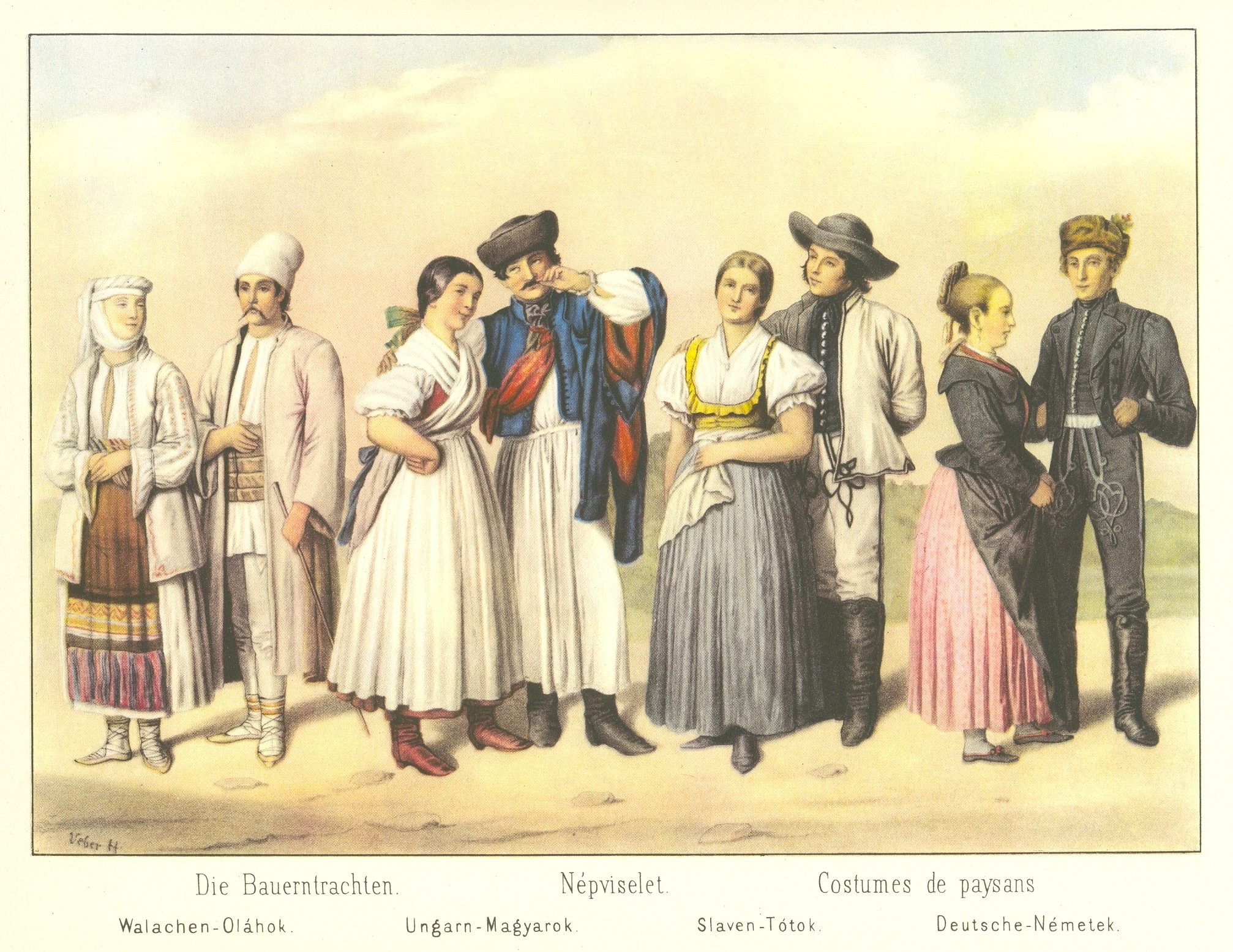
Magyarországi népviseletek (oláh, magyar, tót, sváb)